# Miyazawa Kiichi

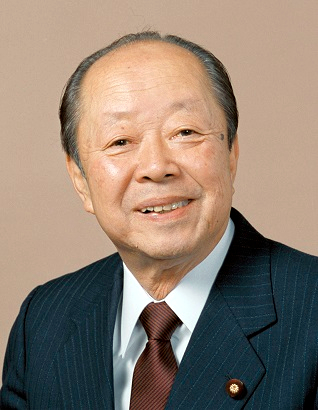
Miyazawa Kiichi (1991)

Miyazawa Kiichi (japanisch 宮澤 喜一; * 8. Oktober 1919 in Fukuyama, Präfektur Hiroshima; † 28. Juni 2007 in Tokyo) war ein japanischer Politiker (LDP). Er war von 1991 bis 1993 der 78. Premierminister Japans und von 1998 bis 2001 Finanzminister.

## Leben
Miyazawa Kiichi studierte Rechtswissenschaft an der Universität Tokio. 1942 trat er in den Staatsdienst Japans ein und wurde für das Finanzministerium tätig. 1953 wurde er in Hiroshima als Kandidat der Liberalen Partei in das Oberhaus des Japanischen Parlaments gewählt; 1967 wurde er Abgeordneter im politisch einflussreicheren Unterhaus, indem er im 3. Wahlkreis von Hiroshima einen Sitz gewann, dem einstmaligen Wahlkreis seines Vaters.
Miyazawa war in mehreren wichtigen öffentlichen Ämtern tätig, beispielsweise als Minister für Internationalen Handel und Industrie (1970–1971), als Außenminister (1974–1976), als Direktor des Wirtschaftsplanungsamts (1977–1978) und als Chefkabinettssekretär (1984–1986). In der Regierung Noboru Takeshita wurde er 1987 Finanzminister, musste aber im Zuge des Recruit-Skandals zurücktreten.
Am 5. November 1991 wurde er der 78. Premierminister von Japan. Während seiner Amtszeit als Regierungschef wurde ein Gesetz verabschiedet, das die Entsendung von Soldaten der Selbstverteidigungsstreitkräfte zu UN-Friedenseinsätzen im Ausland erlaubte. Er setzte sich für bessere Beziehungen zu Japans Nachbarstaaten ein und war der erste japanische Premierminister, der anerkannte, dass das japanische Militär asiatische Frauen als „Trostfrauen“ dazu gezwungen hatte, als Zwangsprostituierte für japanische Soldaten zu dienen. Weiterhin setzte er ein Programm zur Umschuldung der Banken durch. Nach dem Parteiaustritt von Masami Tanabu übernahm er auch dessen Posten als Minister für Landwirtschaft, Forst und Fischerei am 4. August 1993. Vom 7. bis 9. Juli 1993 hatte Miyazawa den Vorsitz des 19. G8-Gipfels in Tokio inne. Nach einer Reihe von Skandalen in seiner Partei LDP musste er nach einem Misstrauensvotum am 9. August 1993 zurücktreten. Zugleich war dies mit der Bildung der Anti-LDP-Koalition unter Morihiro Hosokawa das vorläufige Ende einer Ära von 38 Jahren Regierungszeit der LDP in Folge. Miyazawa war somit der letzte Premierminister des sogenannten „55er-Systems“, bei dem seit 1955 die LDP stets die Regierung und die Sozialistische Partei die Opposition stellte.
Von 1998 bis 2001 war er Finanzminister in den Regierungen von Keizō Obuchi und Yoshirō Mori. Zur Shūgiin-Wahl 2003 trat er nicht mehr an und beendete seine politische Karriere. Er starb am 28. Juni 2007 im Alter von 87 Jahren.

## Familie
- Ogawa Heikichi, Großvater mütterlicherseits, Seiyūkai-Mitglied des Abgeordnetenhauses aus Nagano, Eisenbahn-, Justizminister
- Ogawa Heiji, Onkel, LP→LDP-Mitglied des Abgeordnetenhauses aus Nagano, Arbeits-, Selbstverwaltungs-, Kultusminister
- Miyazawa Yutaka, Vater, Seiyūkai→Yokusan→FPJ-Mitglied des Abgeordnetenhauses aus Hiroshima, Eisenbahnstaatssekretär
- Miyazawa Hiroshi, Bruder, LDP-Mitglied des Rätehauses aus Hiroshima, Justizminister, Gouverneur von Hiroshima
- Miyazawa Yōichi, Neffe und Sekretär, LDP-Mitglied beider Kammern aus Hiroshima, Wirtschaftsminister

## Trivia
- Miyazawa war Mitglied der Trilateralen Kommission, einer Initiative von David Rockefeller.
- Als einer von wenigen japanischen Premierministern sprach Miyazawa fließend Englisch.[2]